# Ипсили Рахи
Ипсили Рахи (грч. Υψηλή Ράχη) је насељено место у општини Паранести у периферији Источна Македонија и Тракија, Грчка. Према попису из 2021. године било је 123 становника.
Ипсили Рахи је вероватно било турско село које је 1913. године имало 810 житеља. Године 1923. турско становништво је принудно исељено у Турску а на њихово место су насељене грчке избегличке породица, којих је на попису из 1928. године било 803. Село се раније звало Зарич.